# Ván cầu
Ván cầu (Springboard hay Diving board) là dụng cụ thể thao được sử dụng trong bộ môn thi đấu nhảy cầu cho vận động viên thi đấu làm bàn đạp để dậm đà và bật nhảy, đây là một tấm ván có cấu tạo giá thể có tính chất như là một chiếc lò xo, tức là một lò xo uốn tuyến tính thuộc loại công xôn (Cantilever). Ván cầu lò xo thường được cố định bằng bản lề ở một đầu (để có thể lật lên khi không sử dụng) và đầu còn lại thường treo trên bể bơi, với một điểm ở giữa bản lề và phần cuối nằm trên một điểm tựa có thể điều chỉnh được. Ván cầu hiện đại được làm từ nhôm nguyên khối ép đùn. Hiệu Maxiflex Model B cung cấp những tấm ván cầu được sử dụng trong tất cả các sự kiện thi đấu lớn. Bề mặt chống trơn trượt của tấm ván được tạo ra bằng nhựa epoxy, được hoàn thiện bằng một lớp đá lửa silica và alumina ở giữa các lớp nhựa trên cùng. Loại nhựa được xử lý bằng nhiệt này có màu nước để phù hợp với nước trong hồ bơi sạch.

## Cơ chế
Hằng số lò xo của ván cầu thi đấu thường được điều chỉnh bằng một điểm tựa nằm ở khoảng giữa của ván cầu. Ván cầu thường được vận hành theo chế độ tuyến tính trong đó chúng gần như tuân theo định luật Hooke. Khi vận động viên bật nhảy thì sự kết hợp giữa hằng số khối lượng của vận động viên và hằng số độ cứng của ván cầu dẫn đến tần số cộng hưởng có thể điều chỉnh được bằng cách hằng số lò xo (được đặt từ vị trí điểm tựa). Vì hệ thống thu được ở chế độ gần như tuyến tính nên nó có thể được mô hình hóa khá chính xác theo bậc hai phương trình vi phân. Thông thường, tần số cộng hưởng có thể được điều chỉnh trong phạm vi tỷ lệ là 2:1 hoặc tỷ lệ 3:1.
Điểm tựa trên ván cầu thi đấu dao động trong phạm vi 0,61m và được đặt bằng một bánh xe có chân có kích thước xấp xỉ 0,35m tính theo đường kính.. Đối với các vận động viên, khi thi đấu họ sẽ khởi động khi lên ván cầu, nếu ván có điểm tựa sẽ thay đổi nó thành chế độ vừa vặn. Vận động viên sẽ đi đến cuối ván, nếu ván có lỗ hình miếng phô mai ở cuối, thì bắt đầu khoảng 2 inch (5,1 cm) trước chúng, không thì bắt đầu từ khoảng một feet rưỡi từ cuối. Khi bước thứ ba chạm vào ván, vung tay lên bên tai, đưa đầu gối đến mức eo ít nhất, cách đất khoảng 2 inch4 inch (5,110,2 cm) từ cuối ván cầu. Thao tác thực hiện cú Gainer trên ván cầu khi phóng ra khỏi ván cầu, giữ cho cơ thể chắc để thực hiện cú nhào lộn ngược lại trước khi tiếp nước.
Các thao tác dành cho nhảy cầu mềm, bao gồm hai tư thế nhún bật nhảy là lấy đà và bật nhảy hướng trước, thực hiện 3 bước về phía trước từ phía sau của ván cầu, có thể cần thử nghiệm để tìm điểm khởi đầu hoàn hảo trên ván, thông thường, cần khoảng 5 bước từ cuối ván cầu. Bước thứ tư nên dài hơn và phóng đại hơn 3 bước trước sẽ đưa chân về phía trước đến cuối của ván cầu. Nhún để tạo độ nảy của ván, khi bạn hạ xuống trên cạnh ván cầu, uốn cong đầu gối, khi ván cầu nâng lên, bắt đầu duỗi thẳng đầu gối. Góc nhảy ra khỏi ván cầu bằng cách nâng chân khi bạn lên đỉnh của bước nhảy. Bắt đầu ở mặt sau của ván cầu và thực hiện ba đến năm bước. Bước cuối cùng, nên ở gần mép cầu, đừng nhảy khỏi cầu mà hãy nhảy thẳng lên không trung.
Cú nhảy từ ván nhảy cầu sẽ có hình dạng như nửa phía trước của một đường parabol. Về chiều cao của ván cầu so với mực nước hồ bơi là cả một lịch sử. Bức tranh của họa sĩ người Mỹ Norman Rockwell có tựa đề Boy on High Dive (1947) vẽ một cậu bé (con trai út của Rockwel, Peter) đang nhìn qua một chiếc bàn đạp gỗ điển hình của thời kỳ đầu thế kỷ 20 ở độ cao 20 feet. và cũng từng có vụ việc luật sư Jan Eric Peterson và Fred Zeder đã kiện thành công nhà sản xuất ván lặn, nhà xây dựng hồ bơi và Viện Bể bơi và Spa Quốc gia (NSPI) về độ sâu không phù hợp của hồ bơi. Vụ kiện trị giá hàng triệu đô la cuối cùng đã được giải quyết vào năm 2001 với số tiền bồi thường lên đến 6,6 triệu đô la Mỹ (8 triệu đô la sau khi tính lãi suất) có lợi cho nguyên đơn.

## Hình ảnh

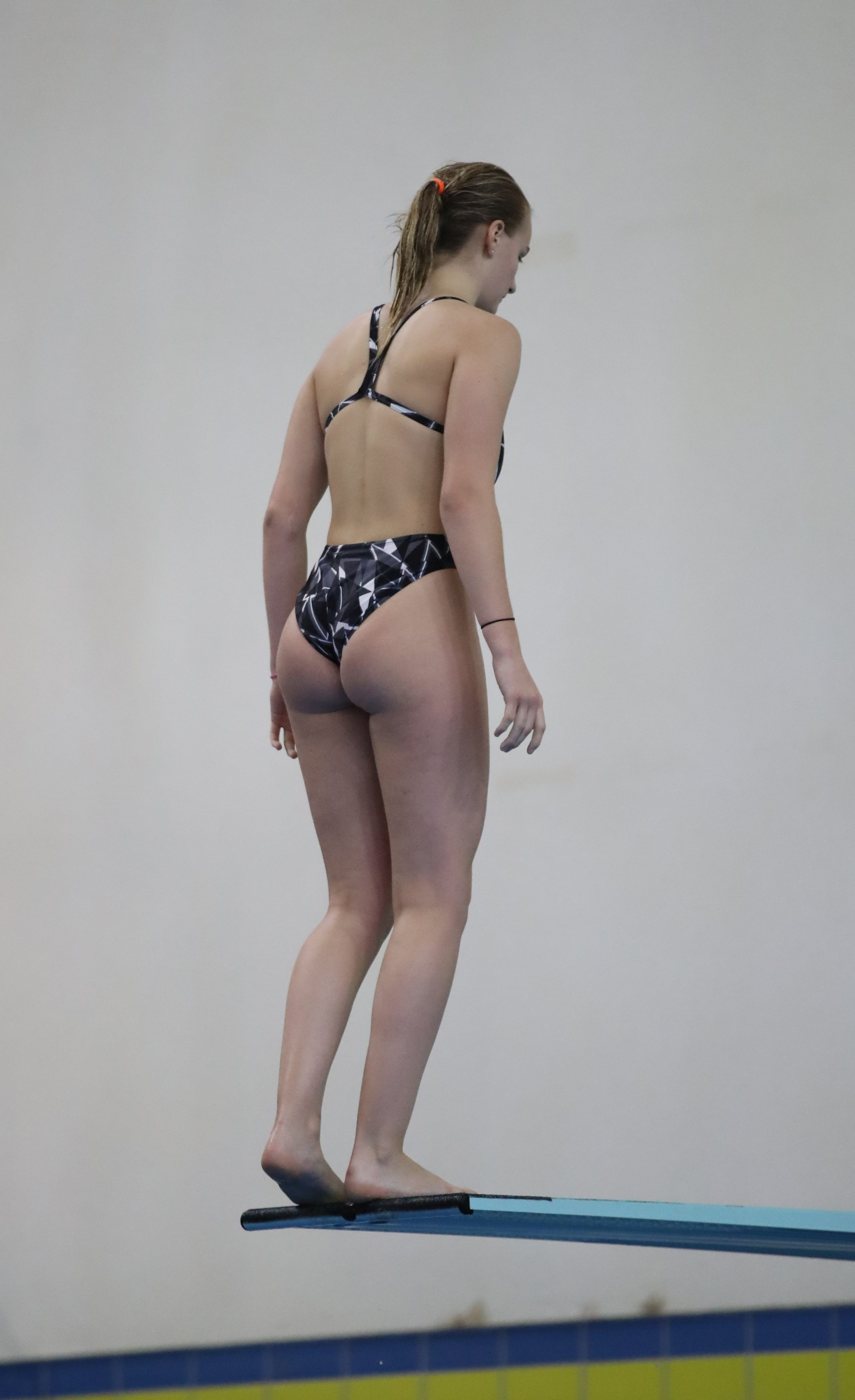
Vận động viên đang đứng trên ván cầu
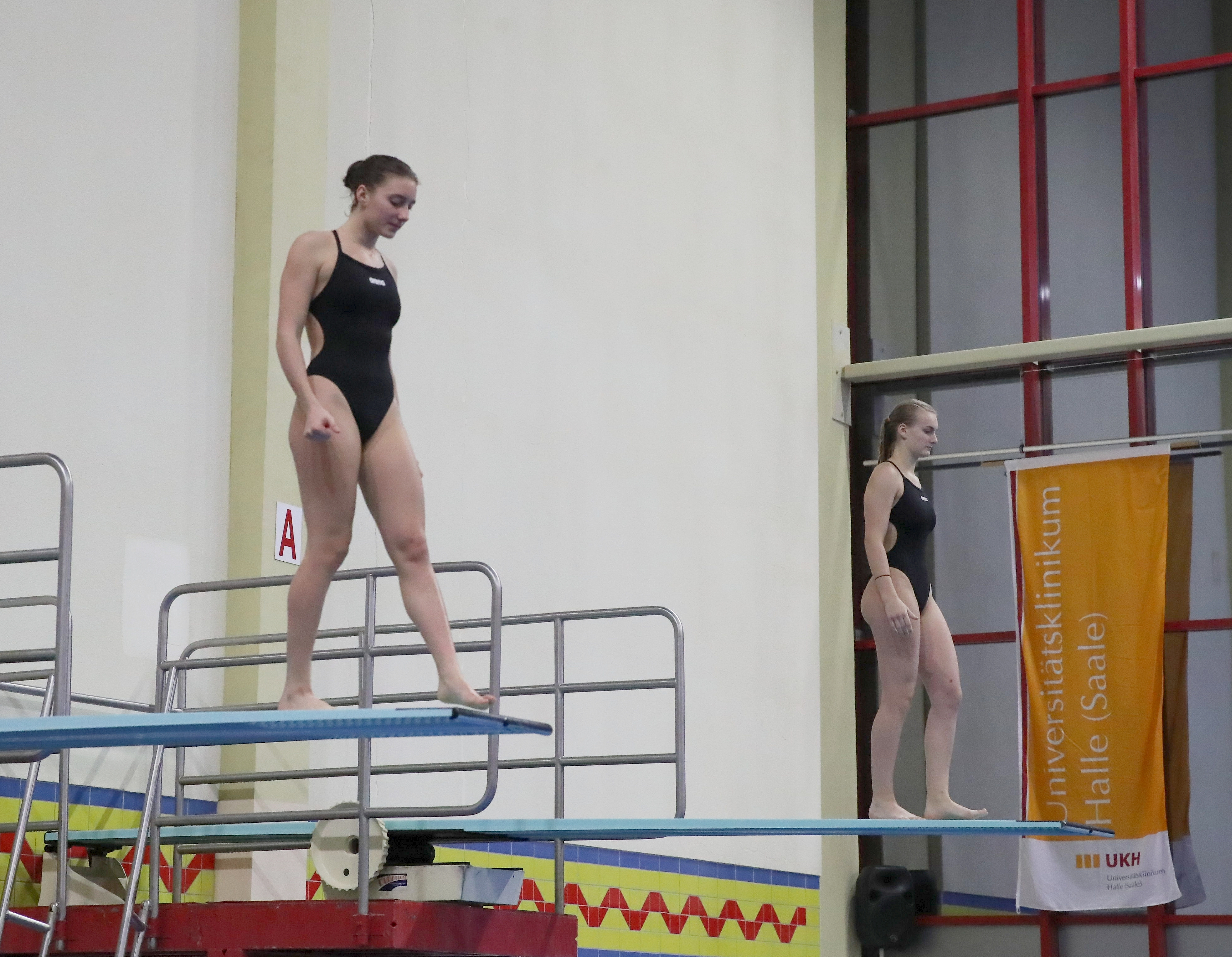
Các vận động viên bước vào ván cầu chuẩn bị tư thế
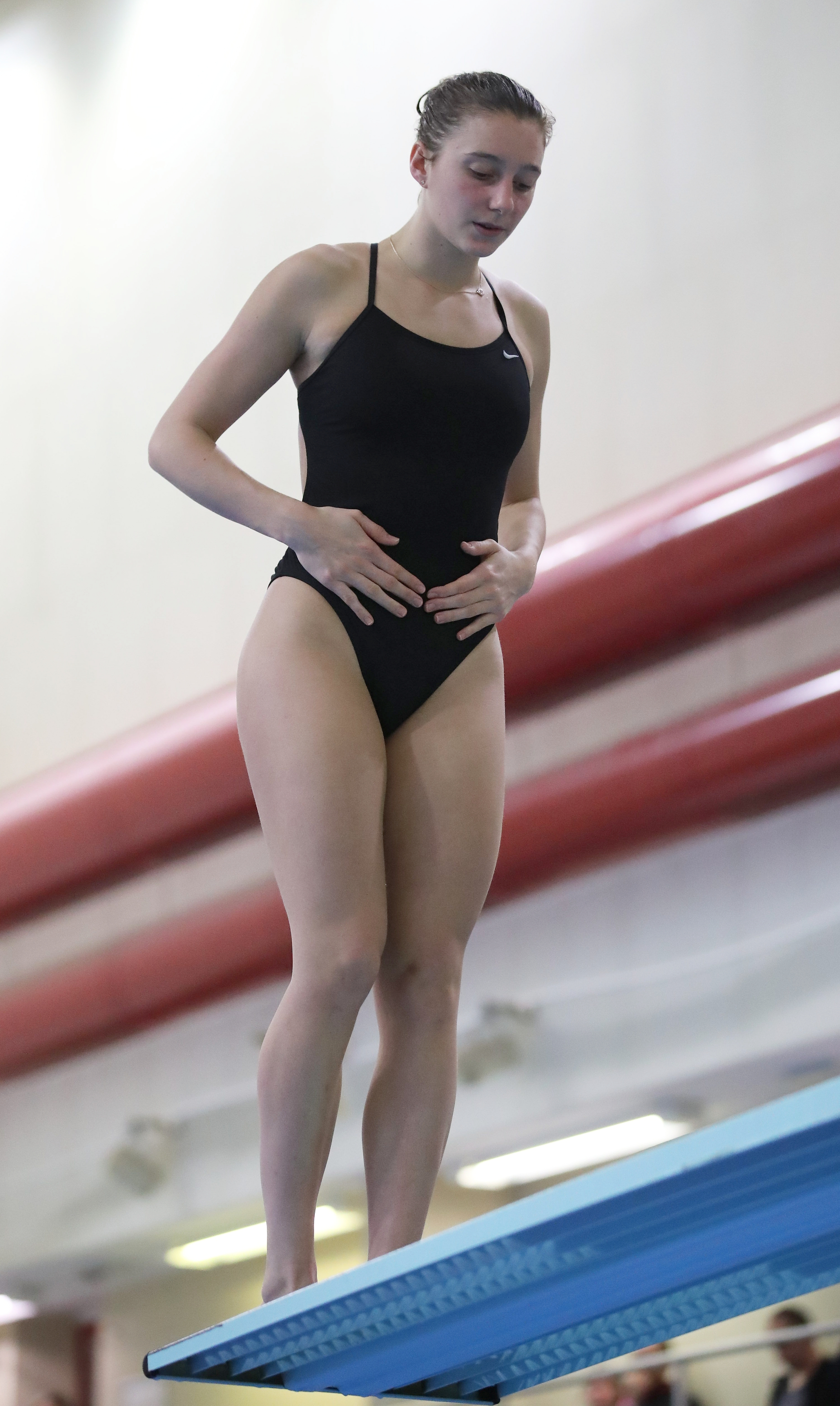
Tính khoảng cách điểm giậm nhảy ở ván cầu
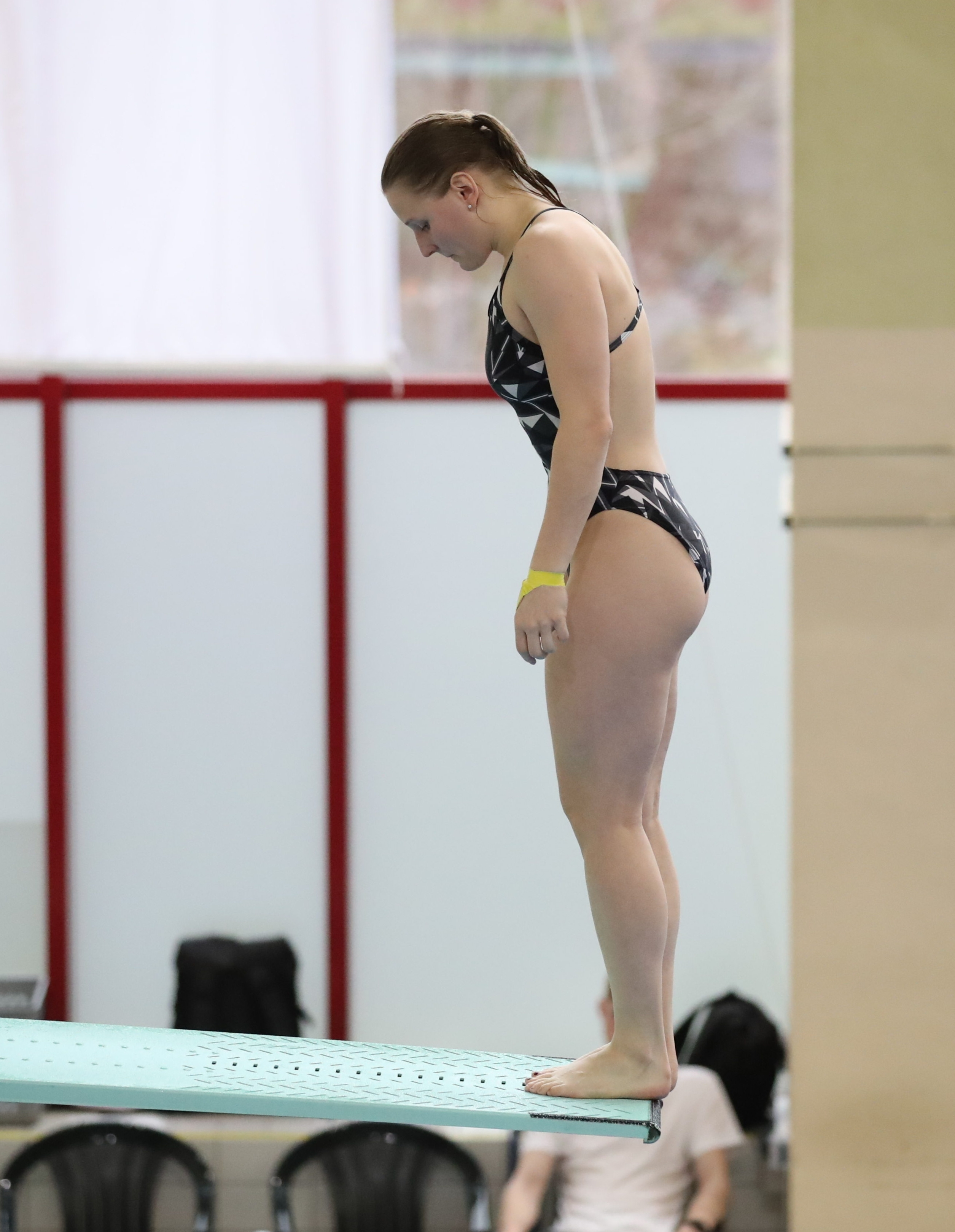
Ước lượng khoảng cách ván cầu
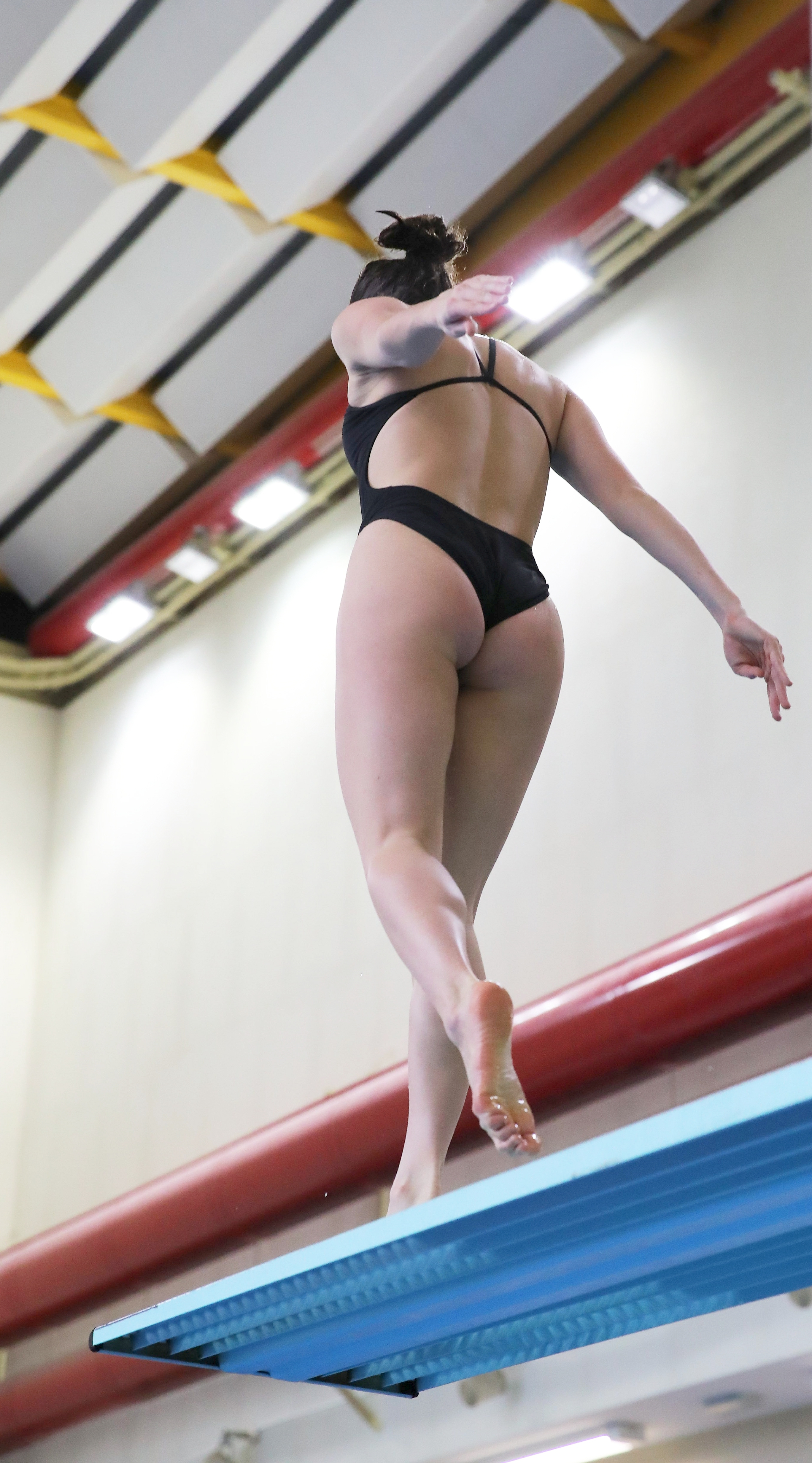
Động tác giậm nhảy trên ván cầu
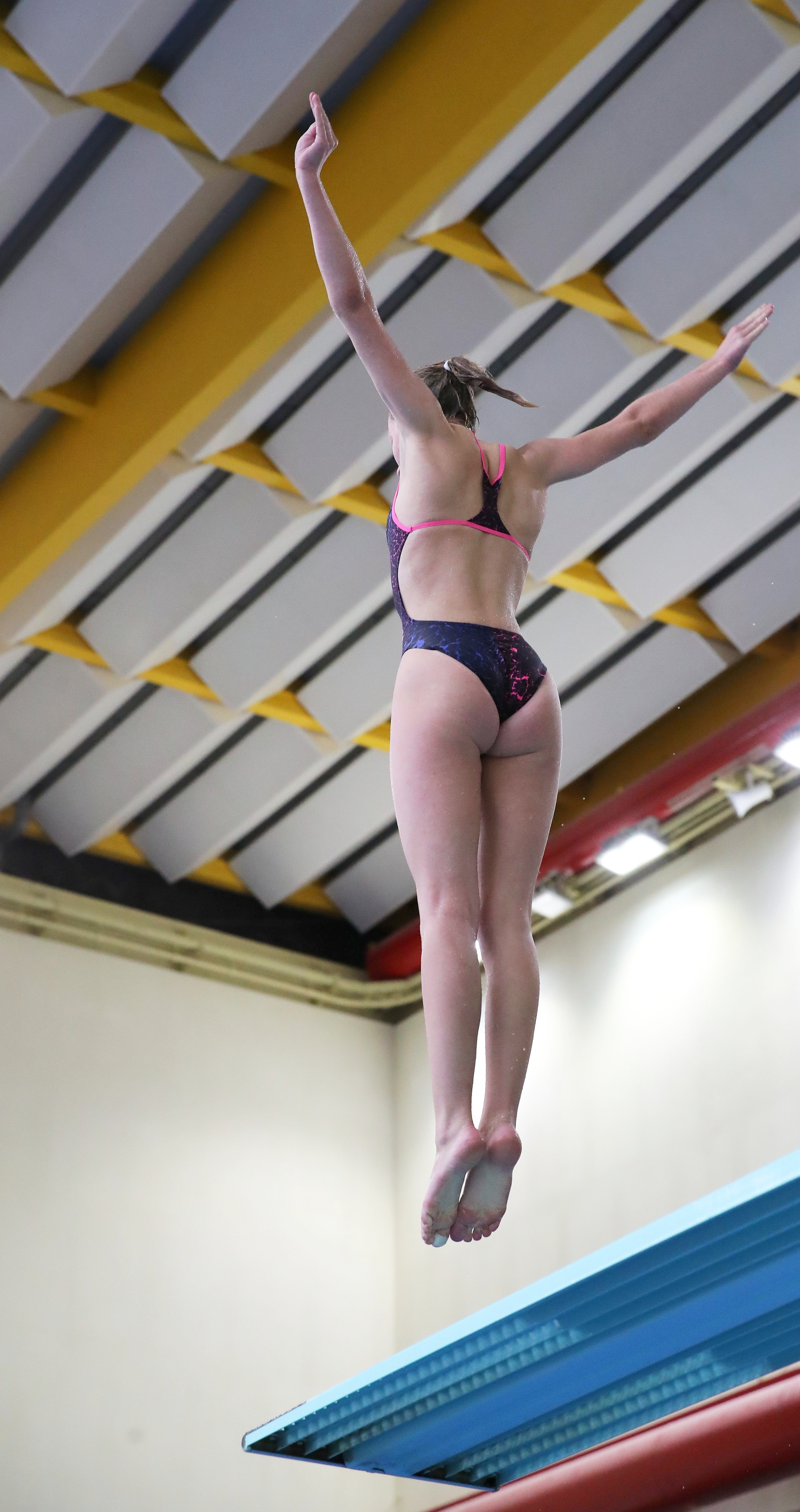
Bật lên không trung từ lực lò xo của ván cầu
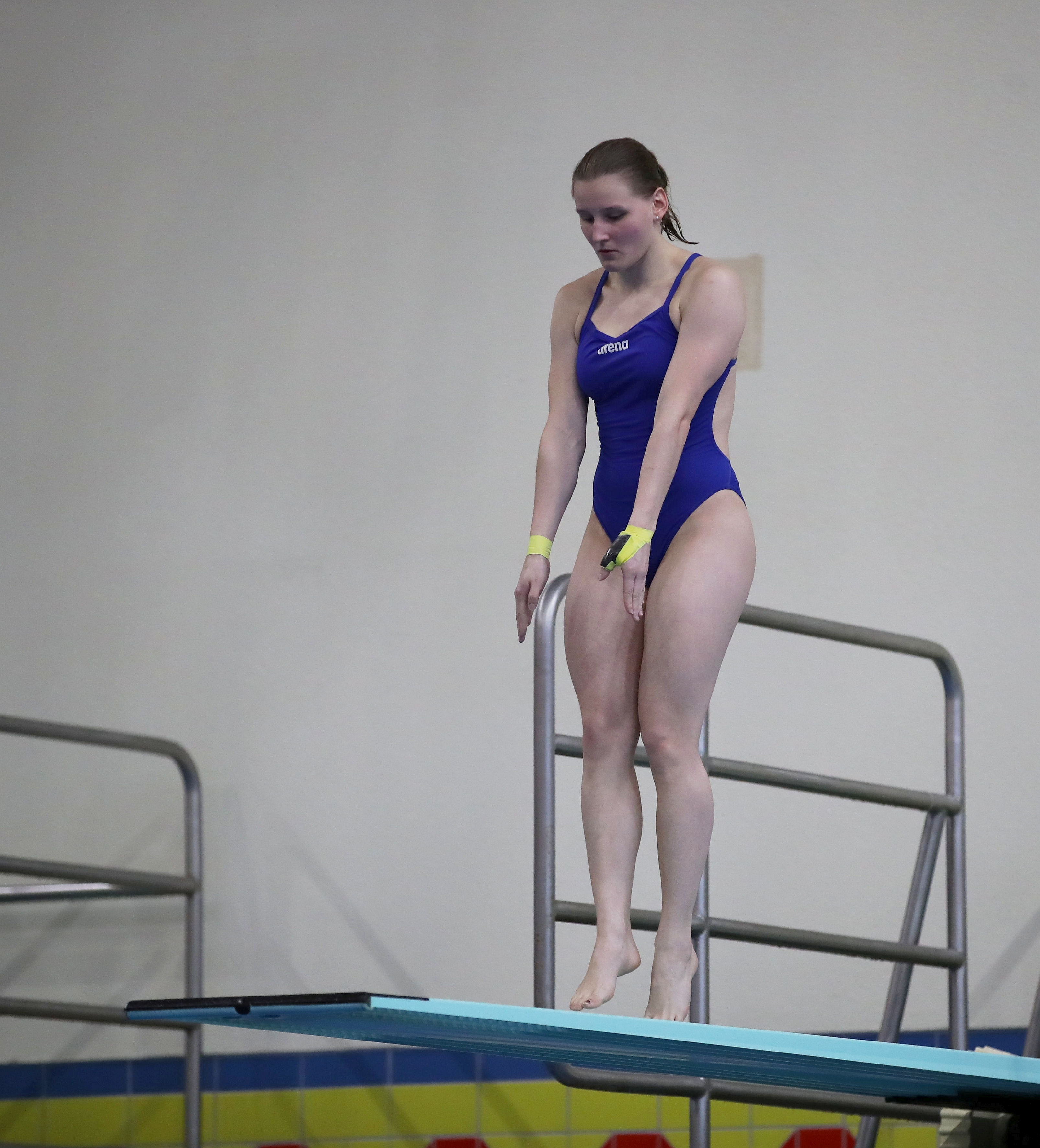
Động tác giậm nhảy trên ván cầu
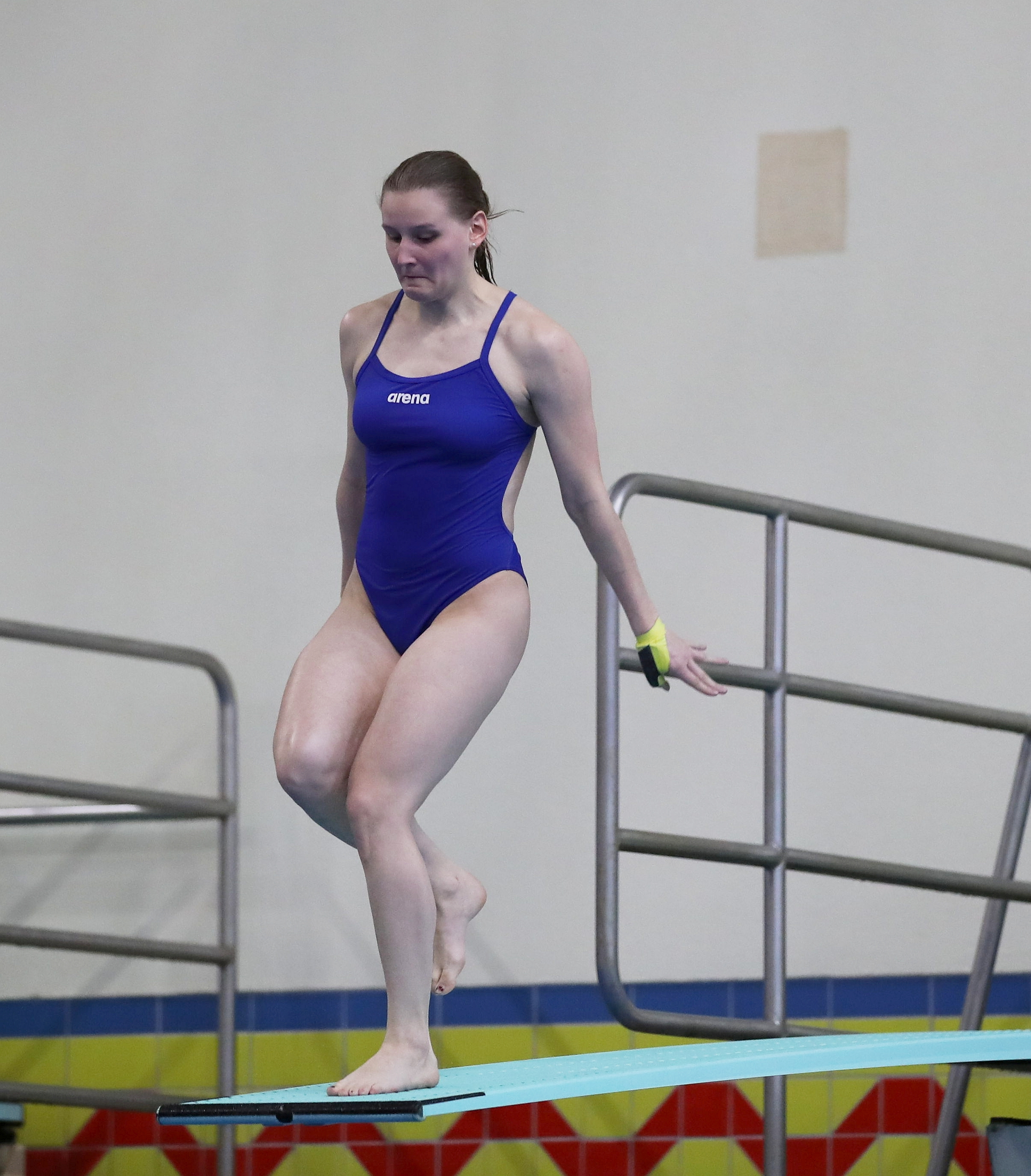
Giậm nhảy một chân trên ván cầu
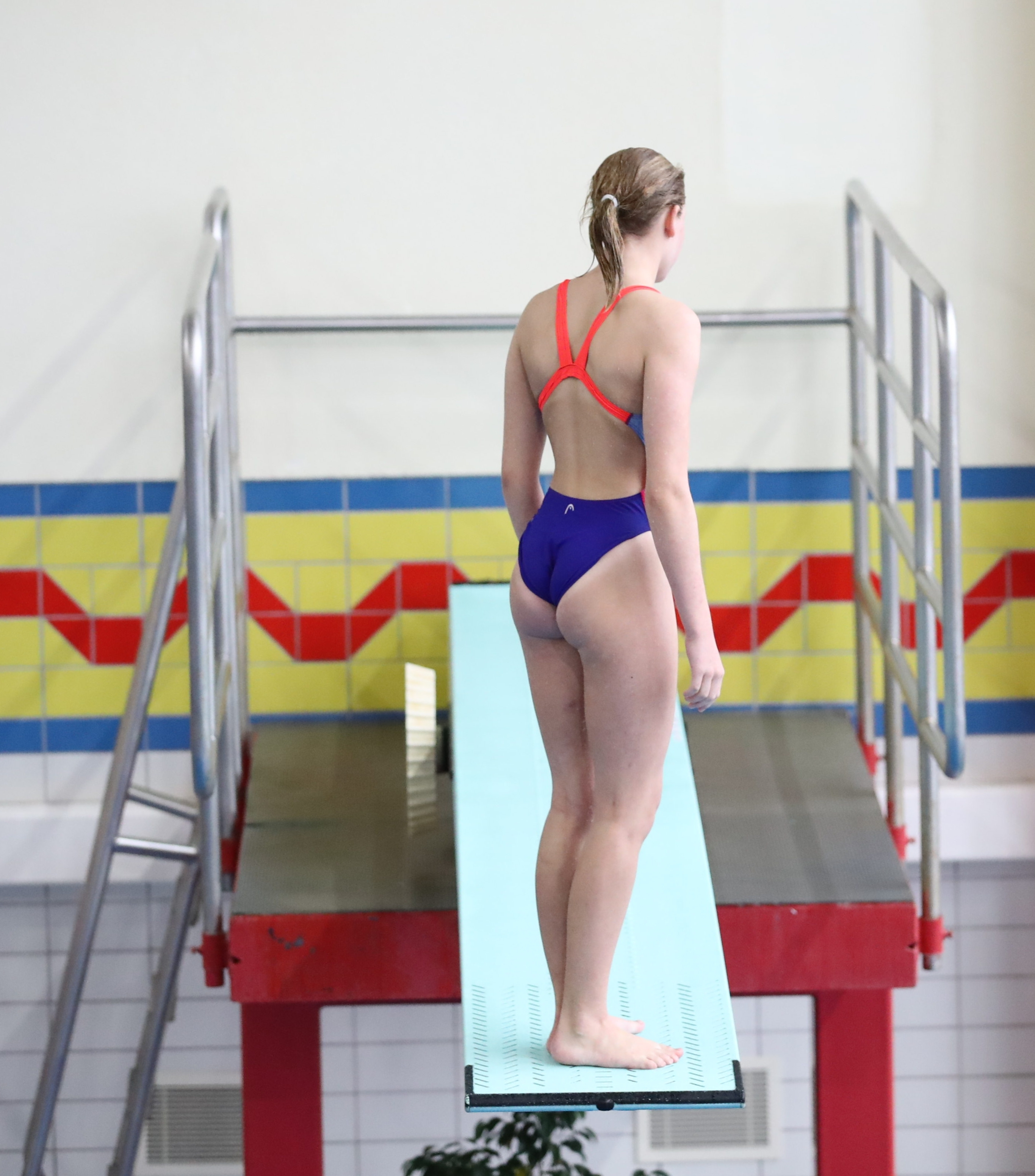
Thả lỏng trên ván cầu